# Войсько (Ідрія)
Войско (словен. Vojsko) — розсіяне поселення в горах на захід від Ідрії, Регіон Горишка,  Словенія. Висота над рівнем моря: 1083,3 м. У селі є парафіяльна церква Святого Йосипа. Село є скупченням будівель навколо парафіяльної церкви в центрі, але включає в себе ряд невеликих хуторів, а також віддалених хуторів навколишніх пагорбів.